# Prilocaína
La prilocaína, introducido al mercado en 1968, es un anestésico local farmacológicamente similar a la lidocaína. Actualmente, se usa con más frecuencia para la anestesia de infiltración en odontología y en anestesia regional intravenosa. Es 40 veces menos tóxica que la lidocaína. Prilocaine se usa en anestesia local intravenosa debido a su rápido metabolismo y bajo riesgo de toxicidad para el sistema nervioso central. Prilocaine, preparada en forma cristalina, se utiliza para la administración local de emla para reducir el dolor de acupuntura en niños.

## Mecanismo de acción
La prilocaína se une a la superficie intracelular de los canales de sodio bloqueando la afluencia posterior de sodio en la célula. Por lo tanto, se previene la propagación del potencial de acción y nunca la función. Este bloqueo es reversible y cuando el medicamento se difunde desde la célula, se restaura la función del canal de sodio y vuelve la propagación del nervio.
La prilocaína es una aminoamida que actúa sobre los canales de sodio en la membrana celular neuronal. Las acciones antiarrítmicas del fármaco están mediadas por los efectos sobre los canales de sodio en las fibras de Purkinje.

## Duración de acción
Su duración es media, su potencia media-baja y su latencia corta.

## Preparaciones
Para penetrar la piel intacta se han formulado una variedad de preparaciones anestésicas tópicas. La formulación anestésica EMLA(R), una mezcla eutéctica de lidocaína básica al 2.5 % y prilocaína básica al 2.5 %, se utiliza a menudo para reducir el dolor asociado con la introducción percutánea de agujas y cánulas intravenosas, en los injertos de piel, y en una gran variedad de otros usos, como en la circuncisión.
La prilocaína puede ser una alternativa para procedimientos anestésicos de corta duración, pero su uso no está muy extendido en la práctica clínica. Tiene los beneficios de la lidocaína pero con menor incidencia de síntomas neurológicos transitorios (SNT), por lo que se ha empleado incluso en circunsiciones de bebés en combinación con otro anestésico en crema. Algunos antestesiólogos creen que es un agente adecuado para la anestesia ambulatoria espinal con rápida recuperación y bajo riesgo de SNT.

## Uso en embarazo
Puede producir metahemoglobinemia, por lo que no debe emplearse en embarazadas, ya que la hemoglobina fetal es más sensible a este fenómeno. El metabolismo hepático de la prilocaína da
lugar a la formación de O-toluidina, que es responsable de la oxidación de la hemoglobina en metahemoglobina.

## Desventajas
Debido a las limitantes del uso de la prilocaína en neonatos e infantes, la crema que contiene licocaína y prilocaína se ha visto superada por otras cremas que contienen 20 % de lidocaína, 38 % de trometamol y 10 % de propilenglicol ya que estas poseen un efecto comparable y sin la necesidad de extender el tiempo de exposición.